# 이영춘 (의사)
이영춘(李永春, 1903년 10월 16일 ~ 1980년 11월 25일)은 일제강점기와 대한민국의 의사로 호는 쌍천(雙泉), 본관은 평창이다.

## 이력
광무 7년(서기 1903년) 평안남도 용강군 출신으로 5남 1녀 중 막내로 태어났다. 평양고등보통학교 및 세브란스의학전문학교를 거쳤고 전북 군산의 일본인 농장인 구마모토 농장의 자혜진료소에 부임하여 3천 세대 2만 여명에 이르는 농장 농민들을 대상으로 진료를 가졌다. 1935년 일본 교토 제국대학에서 '니코틴의 성호르몬에 미치는 영향에 관한 연구'라는 논문으로 의학박사 학위를 받았다.
해방 이후에는 농촌의 위생 문제와 농민의 질병 예방 및 치료를 위해 농촌위생연구소와 개정중앙병원을 개원하였다. 전라북도 군산 인근 지역인 김제와 완주, 익산의 지역 진료소를 연계한 1차-2차-3차 의료 전달 체계를 구축했고, 학생의 진료를 비롯 학교보건위생교육 강습에 이르기까지 학교 보건에 깊은 관심을 쏟았다. 1949년 3월부터 1952년 12월까지 육군 군의관 장교로 복무했으며 대한민국 육군 예비역 군의관 소령 계급을 받았다.
화호여자중학교, 개정간호대학, 모세스영아원 등을 설립했으며 국내 처음으로 양호실과 농민의료보험을 도입하기도 했다. 대한공중보건협회장, 기생충박멸학회장 등으로 한국 농촌위생개선에 헌신한 그는 '한국의 슈바이처', '예방의학의 선구자', '공중보건의 개척자'라 불리고, 정부는 생전에 문화훈장을, 1980년 11월 서거 후에는 국민훈장 무궁화장을 수여했다.
그의 전기로는 "흙에 심은 사랑의 인술"과 "쌍천 이영춘 빛 가운데로 걸어가다"가 있다. 그가 생전에 살던, 구마모토가 지은 한식, 양식, 일식의 복합 건축 양식의 가옥인 이영춘 가옥은 전라북도 시도유형문화재 제200호로 지정되었고 "쌍천 영춘 기념관"으로 조성되어 일반인에게 공개되어 있다.